# Darka Čeh
Darka Čeh, slovenska pisateljica, dramaturginja, lutkarica * 24. oktober 1949, Ljubljana.

## Življenje in delo
Absolvirala je na ljubljanski Akademiji za gledališče, radio, film in televizijo. Najprej je delala kot scenaristka na Televiziji Slovenija in Viba filmu, kasneje pa kot samostojna kulturna delavka; je avtorica več lutkovnih, radijskih in televizijskih iger, ki so prevedene v 15 jezikov. Njene številne radijske igre so predvajane tudi na tujih radijskih postajah ter prevedene v 15 jezikov. Njena nadrealistična besedila poetično obravnavajo posebno občutljive probleme otrokovega odraščanja in dozorevanja. Piše tudi članke o zgodovini lutkarstva, dramaturgiji ter kritike in ocene. Kot urednica Dramske knjižnice je pomembno vplivala na repertoar amaterskih gledaliških skupin. Bila je pobudnica slovenskega lutkarskega festivala Klemenčevi dnevi ter v letih 1994−1999 tudi njegov umetniški vodja. Leta 1998 je prevzela mesto urednika revije Lutka.